# Fel d 1
Fel d 1 là một protein có trong loài mèo được mã hóa bởi các CH1 (chuỗi 1 / Fel d 1-A) và CH2 (chuỗi 2 / Fel d 1-B) gen.
Fel d 1, được sản xuất chủ yếu trong nước bọt của mèo và tuyến bã nhờn, là chất gây dị ứng chính có trên mèo và mèo con.  Fel d 1 cũng được sản xuất bởi chính da mèo. Protein này là một chức năng chưa biết đối với động vật nhưng gây ra phản ứng IgG hoặc IgE ở người nhạy cảm (có thể là phản ứng gây ra dị ứng hoặc hen suyễn). Mèo con sản xuất ít Fel d 1 nhiều hơn mèo trưởng thành. Mèo cái tạo ra mức độ Fel d 1 thấp hơn so với con đực (không có con)., trong khi con đực tạo ra mức độ tương tự như con cái; cả con cái còn nguyên vẹn và bị phá hủy đều tạo ra mức độ tương tự nhau.
Mặc dù con cái và con đực trung tính sản xuất Fel d 1 ở mức độ thấp hơn, chúng vẫn sản xuất đủ để gây ra các triệu chứng dị ứng ở những người nhạy cảm. Loại bỏ các bề mặt mềm trong nhà (thảm, đồ nội thất), thường xuyên giặt khăn trải giường, bộ lọc HEPA và thậm chí tắm mèo đã được chứng minh là làm giảm lượng Fel d 1 có trong nhà .
Các nhà nghiên cứu đã điều tra các báo cáo từ chủ sở hữu mèo rằng một số giống mèo nhất định không tạo ra Fel d 1 hoặc làm như vậy ở mức độ thấp hơn đáng kể so với các giống chó khác. Ví dụ, từng con mèo Siberia từ giống tự nhiên có nguồn gốc từ vùng Siberia được đặt tên, đã được chứng minh là có các biến thể di truyền dẫn đến việc sản xuất Fel d 1. thấp hơn  Một giống chó khác được cho là có khả năng di truyền có thể không tạo ra chất gây dị ứng này hoặc sản xuất ít hơn là Balinese, một nhánh của giống chó Xiêm. Nghiên cứu tiếp tục, bị cản trở do thiếu xét nghiệm di truyền đáng tin cậy cho sản xuất Fel d 1.
Một biến thể của Fel-D1 hiện diện trong nọc độc của loris chậm (Linh trưởng: Nycticebus). Lorise chậm là một trong số ít động vật có vú có nọc độc và là loài linh trưởng có nọc độc duy nhất được biết đến, sở hữu nọc độc hỗn hợp kép của nước bọt và tuyến nước bọt (BGE). BGE sở hữu một loại protein giống như Fel-D1, có thể ảnh hưởng đến các loài vật chủ như một chất gây dị ứng như một thành phần của nọc độc và có chức năng giao tiếp.

## Kết cấu
Cấu trúc bậc bốn hoàn chỉnh của Fel d 1 đã được xác định. Các chất gây dị ứng là một tetrameric glycoprotein gồm hai disulfua kết nối với heterodimers của chuỗi 1 và 2. Fel d 1 chuỗi 1 và 2 chia sẻ sự tương đồng về cấu trúc với uteroglobin, một thành viên siêu họ secretoglobin; chuỗi 2 là một glycoprotein với các oligosacarit liên kết N, Cả hai chuỗi chia sẻ một cấu trúc xoắn ốc alpha.